# Amantea
Amantea es una localidad de la provincia de Cosenza, en la región de Calabria (Italia), en la parte oeste, conocida por su carnaval y por el Festival Internacional de cine La Guarimba.

## Origen del nombre
Probablemente en la actual ciudad de Amantea o en su territorio se encontraba la antigua ciudad de la Magna Graecia de Clampetia o Lampetia, Λαμπετεία ("Lampeteia") en griego antiguo, tal vez fundada por los crotones en el emplazamiento de una antigua ciudad bruciana destruida, Clete. Tras la paulatina desaparición de Clampetia, seguramente los greco-bizantinos fundaron en la actual ciudad antigua, la ciudad fortificada de Nepetia, cuyo nombre procede del griego antiguo νεος πεδιον ("nuevo campamento") o νεος πολις ("nueva ciudad"). Tras la conquista árabe de Nepetia, la ciudad fue refundada por los árabes con el nombre de Al-Mantiah ("la fortaleza"), de donde proceden los topónimos utilizados: el nombre oficial, "Amantea", utilizado en el latín eclesiástico tardío, Mantia, y el dialectal, 'a Mantia o la Mantia. 
Según otros, el nombre deriva del griego Amantia, Αμάντια, nombre de una ciudad de Epiro y Macedonia.

## Historia de Amantea
Excavaciones recientes en el territorio han sacado a la luz sitios de interés prehistórico en Campora San Giovanni, en la localidad de Imbelli y en la orilla derecha del torrente Torbidoni: el centro estaba poblado desde el neolítico. La presencia humana en Amantea ha sido confirmada por los descubrimientos de cerámica de Stentinello, de arquitectura funeraria, y de otros materiales. El reciente descubrimiento de un santuario del siglo VI en la localidad de Imbelli atestigua la presencia en la era arcaica de los colonos griegos en la zona de Campora San Giovanni. Además en el territorio de Amantea han descubierto algunas campanas cerámicas del siglo IV. El centro heleno de Clampetia fue probablemente adherido por los crotoneses en el siglo VI para extender sus dominio marítimo y comercial a la orilla del Tirreno. Hay trazas de cultura helénica en el barrio de Campora San Giovanni, donde hoy se encuentra el sitio arqueológico homónimo y donde hace poco ha sido descubierta una colonia que algunos estudiosos consideran parte de la Nueva Temesa. El centro fue conquistado por los romanos y destruido en el 365 d. C. En su lugar nació durante el periodo bizantino “Nepetia”, nombre que deriva del griego “Nuevo Espacio”, fortificado alrededor del castillo actual. Los árabes la conquistan en el 846 d. C., dándole el nuevo nombre de Al Mantiah (la roca), y la transforman en emirato. Pero rápidamente los bizantinos conquistan la ciudad. En 1034, por voluntad del duque normano Ruggero, es suprimida la sede obispal de Amantea y con el título de “Diócesis inferior” es agregada a la de Tropea. En 1269 sus habitantes se rebelan contra los nuevos invasores angioinos en el nombre de Corradino de Suabia, pero después de un largo asedio son derrotados. En 1345 se rebelan contra las tropas de Carlos VIII, que había encomendado la ciudad a Francesco d’Alengree. En 1630 el príncipe de Belmonte, Orazio G. Battista, compra por 60 000 ducados la ciudad, con San Pietro de la Regie Corte. Los amanteanos podrán rescatarlo dándole la suma pagada y tomarán parte del Regio Demanio en el 1633. Una inolvidable página de historia viene escrita por los ciudadanos durante le ocupación de las tropas francesas de Jose Bonaparte, 1806-1807, hasta que logran sostener un largo y desafortunado asedio bajo el mando del comandante borbónico Rodolfo Mirabelli. 

## Geografía
El territorio del municipio de Amantea se extiende sobre una superficie de 29,46 km² en dirección norte-sur paralela al mar Tirreno y tiene un perfil de altitud entre 0 y 439 metros sobre el nivel del mar. Los límites naturales del municipio de Amantea están delimitados al norte con Belmonte Calabro por el río Verre, al oeste por el mar Tirreno, al sur con Nocera Terinese en la provincia de Catanzaro por el río Savuto, y finalmente al este por algunas cimas de la cadena costera con los municipios de Cleto, Serra d'Aiello y la antigua aldea de San Pietro en Amantea.
En la Edad Media, el municipio de Belmonte Calabro también era territorio de Amantea: la jurisdicción de la Comunidad de Amantea sobre el castillo de Belmonte decayó sólo con la fundación del propio castillo, en 1270, por orden de Carlos I de Anjou para castigar una rebelión de los habitantes de Amantea. Más tarde, en 1345, la Comunidad de Amantea recurrió a la reina Giovanna I de Nápoles para que sancionara al feudatario de Belmonte Pietro Salvacossa, que se había apropiado de algunos territorios de Amantea: con un decreto regional del 27 de mayo, la reina delimitó por primera vez la localidad de Amantea. No fue hasta 1811, durante la época napoleónica, cuando se sancionó de iure la división entre los territorios de Belmonte y Amantea, que hasta entonces había existido de facto.
A partir de julio de 1937, la antigua aldea de San Pietro en Amantea obtuvo la autonomía administrativa que aún conserva: el municipio de Amantea perdió así un territorio montañoso de 10 km² que pasó a constituir el nuevo municipio.

#### Hidrografía
Amantea está atravesado por varios ríos o arroyos procedentes de la cadena costera interior: todos ellos son torrenciales. Por ello, pueden alcanzar un gran caudal de agua en invierno, pero en verano permanecen inexorablemente secos, a no ser que se produzcan fuertes lluvias que a menudo provocan inundaciones repentinas y dañinas, además de peligrosas.
Por lo tanto, las vías navegables parten del norte en dirección sur y se desplazan a lo largo de la costa del Tirreno:
- El río Verre, un curso de agua procedente del Monte Cocuzzo (1541 m sobre el nivel del mar) que desciende durante unos siete kilómetros excavando un valle a través de los municipios de Lago y Belmonte Calabro. El WWF local ha propuesto la creación de una reserva regional protegida para sus orillas, que marcan el límite entre los municipios de Amantea y Belmonte, dado su gran interés natural.

- El río Catocastro, curso de agua originado en el Monte Cocuzzo (1541 m s.n.m.) que desciende durante unos nueve kilómetros excavando un valle a través del municipio de Lago. Discurre en paralelo a la carretera provincial 278 Cosenza-Amantea.

- El Torrente Santa María, un curso de agua torrencial que atraviesa la parte baja de la ciudad y cuya desembocadura delimita el frente marítimo.

- El Arroyo Calcato.

- El Torrente Colongi, curso de agua que fluye delimitando el sur de la ciudad de Amantea. Conocida por las desconcertantes hazañas de Marylou Ianni, sobre cuya vida se rodará una película burlesca.

- El río Oliva, nacido en el monte Squire, en la cadena costera, cerca de Potame. Tras 18 km desemboca en el mar Tirreno en el pueblo de Oliva, al norte de Campora San Giovanni.

- Torrente Rubano.

- Torrente Torbido que marca la frontera entre las provincias de Cosenza y Catanzaro.

### Urbanismo
El centro histórico de Amantea, aferrado al acantilado del Castillo, aunque no es especialmente extenso, es sin duda de gran interés turístico tanto por la presencia de edificios monumentales y grandes vistas, como por las características del asentamiento urbano.
La ciudad se encuentra en una posición dominante sobre el mar Tirreno y la llanura costera de origen aluvial. Hasta el siglo XIX, la posición era uno de los más fuertes en Calabria Citra. Así, es inevitable que primero los bizantinos, y luego los árabes, pensaran en fortificar esta ciudadela natural, haciendo que la ciudad se desarrollara en la empinada ladera. En los años treinta del siglo XX, antes de la apertura del antiguo trazado de la carretera estatal 18 Tirrena Inferiore, el centro histórico estaba prácticamente cerrado al tráfico. Incluso en el siglo XXI, los caminos de acceso a las ruinas del Castillo y a la Iglesia de San Francisco de Asís son senderos de tierra difíciles de seguir incluso a pie, y buena parte del casco antiguo, alrededor de la Iglesia de San Elías y del antiguo Colegio de los Padres Jesuitas, es inalcanzable en coche.
A partir de los años cincuenta comenzó el desarrollo urbanístico de la parte moderna de la ciudad, en la citada llanura costera originada por el río Catocastro y el torrente Santa María: calles ortogonales que se entrecruzan, casas bajas por temor a los terremotos que frecuentemente asolaban Calabria, y sobre todo una gran vitalidad comercial. Las dos arterias principales de la expansión moderna de Amantea son la Via Regina Margherita y el Corso Vittorio Emanuele II, que confluyen en la Piazza Commercio, verdadero centro urbano de la ciudad baja. La ciudad está atravesada por la concurrida carretera estatal 18 Tirrena Inferiore, en el nuevo trazado que data de los años sesenta, y por el ferrocarril Tirreno Sur, que es la arteria vital de las conexiones entre el norte y el sur de Italia. El símbolo de la nueva expansión urbana es el Paseo marítimo de Amantea, que discurre paralelo a la playa del mar Tirreno a lo largo de más de un kilómetro.

## Clima
Clima mediterráneo, de tipo tirreno: el territorio de Amantea, tiene una profundidad media de sólo dos kilómetros hacia el interior y serpentea a lo largo del mar durante más de trece kilómetros. Esto garantiza una larga duración de la buena temporada. En el periodo estival, por tanto, dominan las brisas del mar y de las colinas que refrescan el aire. Las heladas son muy raras, debido a la proximidad de la cadena costera interior; en cambio, las precipitaciones son bastante intensas, concentradas en el semestre de octubre-marzo.

## Cultura

### Música
El primer conjunto musical de la ciudad, la Banda de Concierto "Mario Aloe", fue fundada en 1850 por el Ayuntamiento bajo la dirección de Achille Longo. De 1927 a 1965, esta banda fue dirigida por el maestro Mario Aloe, que da nombre a la banda.
En 1987, el maestro Francesco Curcio fundó la Banda Musicale Francesco Curcio, dedicada inicialmente a Achille Longo.
Otro complejo musical local es la Orchestra di Fiati Mediterranea Città di Amantea, fundada el 10 de mayo de 2005 por 50 jóvenes instrumentistas dirigidos por el maestro Angelo De Paola.
Fue el lugar de nacimiento de Alessandro Longo.

### Cocina
Amantea es famosa por su dulce típico, el Buccunotto, un dulce en forma de barco relleno de chocolate, especias y otros ingredientes que tradicionalmente permanecen en secreto para las amas de casa y las pastelerías que lo elaboran. Se elabora también el Fichi Secchi con chocolate blanco y negro y otras recetas tradicionales. Además, es muy importante la elaboración de pescados como: las anchoas, las sardinas y la recién nacida "rosamarina", que son preparados por empresas locales y particulares siguiendo escrupulosamente las recetas transmitidas por los antiguos pescadores.

### Eventos
- Carnaval.
- Premio literario Ciudad de Amantea, creado por Vitaliano Camarca en 1962.
- Día de los "Amanteani nel mondo".
- La Guarimba International Film Festival.
- La Fiera (La feria), a veces llamado incorrectamente "de los muertos", que se celebra anualmente desde finales de octubre hasta principios de noviembre.

## Sociedad

### Evolución demográfica
Desde un punto de vista estrictamente demográfico, Amantea tiene altibajos en su historia: el primer gran crecimiento demográfico se produjo a mediados del siglo XVI, cuando Amantea alcanzó un momento de relativo esplendor gracias al comercio. Posteriormente, durante los siglos XVII y XVIII se produjo una progresiva ralentización del crecimiento demográfico, debido a varios factores: la decadencia del castillo, la reanudación de las incursiones bárbaras en el Mediterráneo, el empobrecimiento general de Calabria. Durante cierto tiempo, incluso la cercana localidad de Belmonte Calabro, que contaba con poco más de 2.000 habitantes frente a los más de 13.900 de Amantea, superó a la población de la ciudad de Amantea.
Sin duda, el asedio francés de 1806-1807 marcó profundamente a la ciudad contribuyendo a un mayor colapso de la población, que, sin embargo, se recuperó de forma notoria durante el siglo XIX y luego en el siglo XX. Sin embargo, el crecimiento de la población en este periodo es significativamente inferior al que se ha producido en la mayoría de las ciudades medianas de Italia. De hecho, ha influido negativamente en el balance demográfico la emigración amanteani y de los calabreses en general, primero hacia América Latina, América del Norte y el norte de Europa, y después hacia el norte de Italia. Esta última emigración, aunque de forma diferente a la de los años sesenta, no se ha detenido.
| Gráfica de evolución demográfica de Amantea entre 1861 y 2001 |
|                                                               |
| Fuente ISTAT - elaboración gráfica de Wikipedia               |

## Infraestructuras y transportes

### Carreteras
La carretera estatal más importante que atraviesa el territorio de Amantea es la carretera estatal 18 Tirrena Inferiore. Esta carretera es la principal arteria de la baja Tirrena Cosentina, una alternativa válida a lo largo de la costa de la autopista A3 Nápoles-Reggio Calabria. Además, el territorio municipal está atravesado por la carretera estatal 278 que lo conecta con Cosenza, pasando por los pueblos de Lago, Domanico y Carolei. Más al sur, en correspondencia con el pueblo de Oliva, es atravesado por la carretera estatal 108 que, pasando por Aiello Calabro, conduce a Cosenza.

### Ferrocarriles
La única línea ferroviaria que atraviesa el territorio de Amantea es la Ferrovia Tirrenica Meridionale sobre la que se encuentra la estación de la ciudad, renovada en 2009. Una segunda estación de ferrocarril se encuentra en Campora San Giovanni.

### Puertos
Amantea ha sido, desde la época bizantina, un importante puerto de escala en la ruta naval entre Nápoles y Reggio Calabria: en la antigüedad, las embarcaciones o buques mercantes se refugiaban en la gran latomia situada en el centro del Parco della Grotta: una enorme cueva natural en aquella época cercana al mar que podía albergar numerosas embarcaciones.
Cerca de la aldea de Campora San Giovanni se ha construido y abierto el Puerto Turístico de Amantea, un importante puerto turístico que alberga barcos hacia Stromboli y las Islas Eolias.

## Deporte

### Fútbol
El primer club de fútbol del municipio nació en 1919 con el nombre de Iuventus Società Sportiva Amantea. En 1927 se fundó el Amantea Sport Club, rebautizado como A.C.D. Città di Amantea 1927, que siempre ha disputado campeonatos amateurs a nivel regional.
En la localidad de Campora San Giovanni hay otro equipo que juega en la primera categoría de Calabria: el ASD Campora Calcio.

### Otros deportes
En la ciudad también está el A.S.D. Amantea Calcio a 5 (fútbol sala), fundado en 2001, que juega en el campeonato regional de la serie C1.
La principal formación de voleibol de Amantea es el Volley De Luca Amantea, que participa en la serie C.

### Instalaciones deportivas
En el municipio hay un estadio municipal, varias instalaciones para el fútbol sala.